# 世弥きくよ
世弥 きくよ（せみ きくよ、1962年 - ）は、日本の女優である。東京都出身。

## 出演作品

### 映画
- 地球のヘソ

### 劇場版アニメ
- マイマイ新子と千年の魔法
- この世界の片隅に（堂本さん）

### ドラマ
- 愛の産科
- 野々山家の人々
- 少女肉地獄
- 夜走る
- 哀しき足音
- 新婚旅行
- 土曜ドラマ（NHK）
  - 愛が聞こえます（1993年） - 病院の事務員

### レポーター
- MBS　近畿は美しく
- NHK　ひるどき日本列島

### ラジオ
- MBS モーニングパレット（旅の紹介番組）
- らものつぼ（ショートコント番組）
- ABC 人体模型の夜（ラジオドラマ）
- OBC こんばんは米朝事務所です
- 工藤幸子の「重箱のスミ」

### テレビCM
- 小僧寿し
- カネテツデリカフーズ
- クボタハウス
- 神鋼興産（ナレーション）

### ラジオCM
- パイオニア
- カネテツデリカフーズ
- フェミニン
- NTT DOCOMO
- ナショナル